# Aphaenogaster barbigula
Aphaenogaster barbigula is een mierensoort uit de onderfamilie van de Myrmicinae. De wetenschappelijke naam van de soort werd voor het eerst geldig gepubliceerd in 1916 door William Morton Wheeler.